# Anoploscelus
Anoploscelus là một chi nhện trong họ Theraphosidae.

## Các loài
Chi này gồm các loài:
- Anoploscelus celeripes Pocock, 1897
- Anoploscelus lesserti Laurent, 1946